# Beauty Shop
Beauty Shop (Nederlands: schoonheidssalon) is een Amerikaanse komische film uit 2005 met actrice Queen Latifah in de hoofdrol.

## Verhaal
Gina Norris verhuisde van Chicago naar Atlanta, zodat haar dochter Vanessa een goede muziekopleiding kan krijgen. Ze werkt als kapster in de salon van Jorge, waar ze een goede naam krijgt. In de salon werkt ook Lynn, die hoewel ze een volleerd kapster is alleen haar mag wassen. Jorge is nogal brutaal en behandelt zijn personeel – en Lynn in het bijzonder – slecht. Na een zoveelste belediging neemt Gina ontslag.
Ze wil nu een eigen zaak beginnen, maar kan hiervoor slechts een kleine lening van $ 30.000 krijgen. Ze neemt een in slechte staat verkerende schoonheidssalon over en richt die opnieuw in. Boven de salon woont elektricien Joe die ook een begaafd pianist is. Hij zal dochter Vanessa bijles geven en uiteindelijk een relatie beginnen met Gina. Die neemt een aantal kapsters aan, die allen Afro-Amerikaans zijn. Ze neemt ook Lynn in dienst, die de enige blanke is. Die situatie leidt soms tot spanningen.
Na een tijdje begint de salon cliënteel aan te trekken. Zo onder meer de rijke blanke jongedame Joanne, die Gina wil helpen om haar eigen haarproduct op de markt te laten brengen door cosmeticabedrijf CoverGirl (waarvan Queen Latifah ook een gezicht is). Een ruzie zorgt er later voor dat dit niet doorgaat.
De salon krijgt al meteen een inspecteur van volksgezondheid op bezoek. Die schrijft direct een boete uit en waarschuwt dat hij de zaak bij de derde overtreding zal sluiten. Later valt de stroom uit net als de inspecteur terugkomt. Joe kan nog net op tijd een noodaggregaat opstellen, maar Gina krijgt toch een tweede boete. Dan wordt op een dag Gina's salon gevandaliseerd. Ze wil er de brui aan geven, maar de andere kapsters herstellen alles. Als er vervolgens een wanhopige klant binnenstapt krijgt Gina er weer moed in.
Dan legt Lil JJ, een jongen die steeds op straat rondhangt en door zijn brutale mond al uit de salon gezet is, op videocamera vast hoe Jorge de inspecteur betaalt. Gina zoekt Jorge op in zijn salon, die overigens achteruit gaat, en zegt hem dat zij zijn geheimpje kent. Vervolgens wordt hij door een paar jongens onder handen genomen.
Op het einde blijkt de wanhopige klant van eerder een bekende radiopresentatrice te zijn. Ze belt Gina live op en maakt op de radio reclame voor haar zaak.

## Rolbezetting
| Acteur                | Personage               |
| --------------------- | ----------------------- |
| Queen Latifah         | Gina Norris             |
| Alicia Silverstone    | Lynn                    |
| Andie MacDowell       | Terri                   |
| Alfre Woodard         | Ms. Josephine           |
| Mena Suvari           | Joanne                  |
| Della Reese           | Mrs. Towner             |
| Golden Brooks         | Chanel                  |
| Laura Hayes           | Paulette                |
| Paige Hurd            | Vanessa, Gina's dochter |
| Little JJ             | Willie                  |
| RisaRaye McCoy        | Rochelle                |
| Keshia Knight Pulliam | Darnelle                |
| Sherri Shepherd       | Ida                     |
| Kimora Lee            | Denise                  |
| Sheryl Underwood      | Catfish Rita            |
| Bryce Wilson          | James                   |
| Kevin Bacon           | Jorge                   |
| Djimon Hounsou        | Joe                     |
| Adele Givens          | DJ Helen                |